# Steve Nielsen
Steve Nielsen (ur. 2 lipca 1964 w Bristolu) – brytyjski dyrektor sportowy Caterham F1 Team.
W latach 2002–2008 był kierownikiem sportowym Renault F1, od 2009 roku jest dyrektorem sportowym tego zespołu. 30 września 2011 roku odszedł z zespołu Lotus Renault GP.

## Życiorys
Źródło:
- 1988: Koordynator ds. części zamiennych zespołu Lotus F1.
- 1991: Koordynator ds. części zamiennych, Tyrrell Racing.
- 1994: Młodszy kierownik zespołu, Tyrrell Racing.
- 1995: Kierownik zespołu, Tyrrell Racing.
- 1999: Kierownik zespołu, Honda Racing Developments.
- 2000: Kierownik zespołu, Arrows F1.
- 2001: Kierownik zespołu Benetton F1.
- 2002: Kierownik sportowy Renault F1.
- 2009–2011: Dyrektor sportowy Renault F1.
- 2011–2013: Dyrektor sportowy Caterham F1 Team[2].
- 2013–2014: Dyrektor sportowy Scuderia Toro Rosso.